# Кім Грант (тенісистка)
Кім Грант (англ. Кім Ґрант; нар. 1 травня 1971) — колишня південноафриканська тенісистка.
Найвищу одиночну позицію світового рейтингу — 414 місце досягла 31 липня 1995, парну — 76 місце — 6 травня 2002 року.
Здобула 10 парних титулів туру ITF.
Найвищим досягненням на турнірах Великого шолома було 2 коло в парному розряді.
Завершила кар'єру 2010 року.

## Фінали Туру WTA

### Парний розряд:1 поразка
| Легенда                     |
| --------------------------- |
| Турніри Великого шолома (0) |
| Чемпіонати WTA (0)          |
| Tier I (0)                  |
| Tier II (0)                 |
| Tier III (0-1)              |
| Tier IV & V (0)             |

| Результат | Дата           | Турнір                                | Покриття | Partnering        | Суперниці                      | Рахунок  |
| --------- | -------------- | ------------------------------------- | -------- | ----------------- | ------------------------------ | -------- |
| Поразка   | 27 травня 2000 | Internationaux de Strasbourg, Франція | Ґрунт    | Марія Венто-Кабчі | Флоренсія Лабат Соня Джеясілан | 4–6, 3–6 |

## Фінали ITF
| турніри $100,000 |
| турніри $75,000  |
| турніри $50,000  |
| турніри $25,000  |
| турніри $10,000  |

### Одиночний розряд (0–1)
| Результат | Ранг | Дата           | Турнір         | Покриття | Суперниця       | Рахунок  |
| --------- | ---- | -------------- | -------------- | -------- | --------------- | -------- |
| Поразка   | 1.   | 24 жовтня 1994 | Negril, Ямайка | Тверде   | Радка Зрубакова | 0–6, 2–6 |

### Парний розряд (10–12)
| турніри $100,000 |
| турніри $75,000  |
| турніри $50,000  |
| турніри $25,000  |
| турніри $10,000  |

| Результат | Ранг | Дата            | Турнір                                 | Покриття   | Партнерка            | Суперниці                        | Рахунок            |
| --------- | ---- | --------------- | -------------------------------------- | ---------- | -------------------- | -------------------------------- | ------------------ |
| Поразка   | 1.   | 22 березня 1993 | Хараре, Зімбабве                       | Тверде     | Мішель Андерсон      | Паула Іверсен Клер Сешшинс Бейлі | 1–6, 3–6           |
| Поразка   | 2.   | 9 травня 1994   | Акапулько, Мексика                     | Ґрунт      | Дітта Губер          | Паула Кабесас Емілі Вікейра      | 6–3, 2–6, 1–6      |
| Перемога  | 3.   | 24 жовтня 1994  | Negril, Ямайка                         | Тверде     | Клер Сешшинс Бейлі   | Елізма Нортьє Хімена Родрігес    | 6–2, 6–7(6–8), 6–3 |
| Перемога  | 4.   | 9 січня 1995    | Мішен (Техас), США                     | Тверде     | Клер Сешшинс Бейлі   | Ширі Бурштейн Гіла Розен         | 7–6(7–5), 6–2      |
| Поразка   | 5.   | 16 січня 1995   | Сан-Антоніо, США                       | Тверде     | Клер Сешшинс Бейлі   | Ширі Бурштейн Гіла Розен         | 2–6, 3–6           |
| Поразка   | 6.   | 30 жовтня 1995  | Фріпорт, Багамські Острови             | Тверде     | Клер Сешшинс Бейлі   | Ребекка Єнсен Івалані Маккалла   | 2–6, 4–6           |
| Перемога  | 7.   | 5 січня 1998    | Сан-Антоніо, США                       | Тверде     | Машона Вашінгтон     | Андреа Шебова Сільвія Уріцкова   | 4–6, 7–6(7–3), 6–2 |
| Поразка   | 8.   | 20 квітня 1998  | Індіан-Гілл (Огайо), США               | Тверде     | Джолін Ватанабе-Ґілц | Еріка Делоун Каті Шлукебір       | 4–6, 6–4, 3–6      |
| Поразка   | 9.   | 5 квітня 1999   | Фресно, США                            | Тверде     | Крістіна Тріска      | Еріка Делоун Аннабел Еллвуд      | 5–7, 5–7           |
| Поразка   | 10.  | 30 травня 1999  | Ель-Пасо (Техас), США                  | Тверде     | Сара Вокер           | Маніша Малхотра Джулі Ту         | 2–6, 4–6           |
| Перемога  | 11.  | 21 червня 1999  | Істон (Меріленд), США                  | Тверде     | Ліндсей Лі-Вотерс    | Голлі Паркінсон Джулі Скотт      | 6–4, 7–6(9–7)      |
| Перемога  | 12.  | 5 липня 1999    | Едмонд (Оклахома), США                 | Тверде     | Стефані Мейбрі       | Лорен Калварія Габріела Ластра   | 6–4, 6–1           |
| Поразка   | 13.  | 13 вересня 1999 | Гоупвелл, США                          | Тверде     | Дон Бут              | Лі Фан Аліна Жидкова             | 3–6, 3–6           |
| Поразка   | 14.  | 4 червня 2001   | Сербітон, United Britain               | Трава      | Лілія Остерло        | Жулі Пуллен Лорна Вудрофф        | 6–7, 5–7           |
| Поразка   | 15.  | 15 липня 2001   | Філікстоу, Велика Британія             | Трава      | Наталі Грандін       | Труді Мусгрейв Жулі Пуллен       | 5–7, 4–6           |
| Перемога  | 16.  | 19 березня 2002 | Ла-Каньяда-Флінтридж (Каліфорнія), США | Тверде     | Абігейл Спірс        | Жулі Пуллен Лорна Вудрофф        | 4–6, 7–5, 6–1      |
| Перемога  | 17.  | 29 жовтня 2002  | Ноттінгем, Велика Британія             | Тверде (i) | Лілія Остерло        | Лусі Ал Селіма Сфар              | 6–1, 6–2           |
| Перемога  | 18.  | 27 квітня 2003  | Таранто, Італія                        | Ґрунт      | Наталі Грандін       | Ніколь Ремі Делія Сезкіоряну     | 6–2, 6–1           |
| Поразка   | 19.  | 8 липня 2003    | Колледж-Парк, США                      | Тверде     | Крістіна Бранді      | Дженніфер Расселл Ліза Макші     | 2–6, 6–4, 5–7      |
| Поразка   | 20.  | 20 жовтня 2003  | Педука (Кентуккі), США                 | Тверде     | Саманта Рівз         | Янь Цзи Чжен Цзє                 | 2–6, 3–6           |
| Перемога  | 21.  | 2 червня 2007   | Карсон (Каліфорнія), США               | Тверде     | Суніта Рао           | Анджела Гейнс Ліндсей Лі-Вотерс  | 6–4, 6–4           |
| Перемога  | 22.  | 7 липня 2007    | Саутлейк (Техас), США                  | Тверде     | Суріна Де Беер       | Стефані Дюбуа Валері Тетро       | 4–6, 6–4, 6–4      |